# Liên kết bốn nhà

Liên kết bốn nhà trong nông nghiệp ở Việt Nam

Liên kết bốn nhà trong nông nghiệp là sự liên kết giữa nông dân với doanh nghiệp và nhà khoa học dưới sự hỗ trợ của nhà nước nhằm gắn sản xuất với chế biến và tiêu thụ để thúc đẩy sản xuất nông nghiệp phát triển ổn định, bền vững; tiến tới sản xuất hàng hóa quy mô lớn, hiện đại.

## Lịch sử hình thành
Ngày 24 tháng 6 năm 2002, Thủ tướng Chính phủ ban hành Quyết định số 80/2002/QĐ-TTg về chính sách khuyến khích tiêu thụ nông sản hàng hóa thông qua hợp đồng nhằm mục tiêu tạo điều kiện tiêu thụ nông sản hàng hóa cho nông dân.
Ngày 1 tháng 3 năm 2013, Hội nông dân Việt Nam, Bộ Nông nghiệp và Phát triển nông thôn, Tổng Liên đoàn Lao động Việt Nam, Ngân hàng Nhà nước Việt Nam và Liên hiệp các Hội khoa học kỹ thuật Việt Nam ban hành văn bản liên tịch phối hợp hỗ trợ xây dựng liên kết "bốn nhà": nhà nước, nhà nông, nhà khoa học và nhà doanh nghiệp nhằm hỗ trợ nông dân liên kết với các nhà để sản xuất và tiêu thụ nông sản hàng hóa.